# Arthur Moeller van den Bruck
Arthur Wilhelm Ernst Victor Moeller van den Bruck, född 23 april 1876 i Solingen, Westfalen, död 30 maj 1925 i Berlin, var en tysk översättare och författare. Han myntade uttrycket "det tredje riket" i den betydelse som ordet kom att få med nazismen.

## Biografi
Arthur Moeller van den Bruck föddes i en borgerlig familj. Hans pappa var arkitekt och en stor beundrare av Arthur Schopenhauer och döpte därför sin son efter denne.
Redan i unga år flyttade Moeller van den Bruck, styrd av drömmen om det dekadenta konstnärslivet, till Berlin, där han kom att umgås med bland andra den norske målaren Edvard Munch, den polske romanförfattaren Stanislaw Przybyszewski och den svenske dramatikern August Strindberg. Han blev alkoholiserad och utvecklade svåra depressioner, och det äktenskap han ingick sprack snart. Han försörjde sig som översättare av samtida författare, som Thomas de Quincey, samt av Dostojevskijs samlade verk, vilket inledde en Dostojevskijvåg i Tyskland. Verket ledde till att han invaldes i den så kallade Juniklubben, där även Oswald Spengler ingick.
Moeller van den Bruck är idag mest känd för att ha skrivit boken Das dritte Reich (1923) som senare gav Hitler idén till vad hans nya rike skulle heta. Moeller van den Bruck träffade Hitler vid ett tillfälle men var inte imponerad av honom och hoppades att en man med Hitlers idéer aldrig skulle nå någon maktposition.
Idén till namnet "tredje riket" kom dels av hur den kristna treenigheten med Fadern, Sonen och Den Helige Anden tolkades historiefilosofiskt av Joakim av Floris samt av Thomas Mann. Det första riket, menade Moeller van den Bruck, hade varit det Tysk-romerska riket och det andra hade varit det förenade Tyskland som Bismarck hade skapat i slutet av 1800-talet.
Hans vision om det tredje riket avvek från de idéer Hitler kom att lägga in i begreppet. Moeller van den Bruck menade, liksom andra i kretsen kring den konservativa revolutionen, att huvudfienden var den brittiska materialismen, främst representerad av den anglosaxiska kapitalismen. Samtidigt ansåg han att Sovjetunionen inte var en fiende till Tyskland utan en allierad i kampen mot kapitalismen. Kommunismen hade inte lyckats förändra den ryska mentaliteten, utan landet var fortfarande preussiskt under ytan.
Moeller van den Bruck levde sin sista tid intagen på ett sanatorium för personer med mental ohälsa. Han plågades av bland annat sömnlöshet och när han till slut somnade förföljdes han av demoner i drömmarna. Under tiden på sanatoriet försämrades hans mentala hälsa allt mer och han tog till slut sitt liv. Han begravdes på Lichterfeldekyrkogården i Berlin.